# Erynnini
Los erinninos (Erynnini) son una tribu  de lepidópteros ditrisios  de la subfamilia Pyrginae dentro de la familia Hesperiidae.

## Géneros
| - Anastrus - Camptopleura - Chiomara - Corgythion - Cycloglypha - Ebrietas | - Ephyriades - Erynnis - Gesta - Grais - Helias - Mylon | - Potamanaxas - Sostrata - Speculum - Theagenes - Timochares - Tosta |